# Antoine Drouot
Antoine Drouot (Nancy, 11 gennaio 1774 – Nancy, 24 marzo 1847) è stato un generale francese.
Grande esperto di artiglieria, ebbe il comando della famosa riserva d'artiglieria della Guardia imperiale durante molte campagne di Napoleone Bonaparte e si distinse guidando con grande abilità le sue batterie di cannoni soprattutto alla battaglia di Wagram, alla battaglia di Borodino, alla battaglia di Lipsia e alla battaglia di Waterloo.

## Biografia
Figlio di un panettiere, terminò i suoi studi nel collegio di Nancy nel 1792. Entrò nel giugno del 1793 alla Scuola d'Artiglieria di Metz in qualità di allievo sottotenente, e un mese dopo fu nominato sottotenente nel primo reggimento d'artiglieria. In quest'arma combatté tutte le campagne della Rivoluzione francese, in particolare quella d'Egitto. Fu nominato nel 1808 maggiore dell'artiglieria della guarda imperiale, e nel 1809 ottenne in questa stessa arma il grado di colonnello maggiore.
Nella sua brillante carriera, era stato nominato legionario il 5 agosto 1804, ufficiale della Legione a Wagram, comandante alla Moscova, Grand'ufficiale il 23 marzo 1814; Gran-croce il 18 ottobre 1830; Barone dell'Impero il 14 marzo 1810; Conte dell'Impero il 24 ottobre 1813; Paria di Francia per decreto imperiale il 2 giugno 1815.
Il 26 gennaio 1813 fu scelto come generale di brigata e consigliere dell'Imperatore. Assistette alle grandi battaglie dell'Impero, e contribuì in modo determinante a molte di queste, soprattutto a Wagram, a Borodino, a Lützen, e comandò la famosa artiglieria leggera della guardia, a Bautzen. Dopo questi ultimi avvenimenti fu fatto generale di divisione (3 settembre 1813).
Sconfisse i nemici a Wachau, alla vigilia della battaglia di Lipsia del (16 ottobre 1813), salvò i superstiti dell'armata ad Hanau il (30 ottobre), difese palmo a palmo il territorio francese nel 1814, fece dei prodigi a Nangis, dove attraversò sotto il fuoco di sessanta pezzi d'artiglieria. Seguì Napoleone sull'isola d'Elba, che lo nominò governatore dell'isola, e lo accompagnò nel suo ritorno in Francia nel 1815, benché disapprovasse l'impresa.
Nella Battaglia di Waterloo dette prova di eroismo incredibile, e dopo la disfatta si ritirò al di là della Loira alla testa della Guardia imperiale, e aiutò a contenere, e poi a sciogliere, questa armata ancora temuta. Si vide bandito da Luigi XVIII, e fu portato davanti ad un consiglio di guerra, ma venne assolto. Egli fu compreso in seguito all'ordinanza del 24 luglio 1815 e rilasciato dopo aver pronunciato queste parole:
Ritirato nella sua città natale, rifiutò qualsiasi carica pubblica. Il suo rifiuto era dettato dalla paura di essere visto di nuovo al potere, e di ottenere onori e prosperità mentre Napoleone gemeva confinato su una "roccia" dell'Atlantico. Nel 1824 accettò una pensione di anzianità che gli fu offerta dal governo come ricompensa dei suoi servizi. Dopo essere stato nominato Pari di Francia, il 19 novembre 1831 aderì al gruppo dei 36 pari a vita che chiedevano l'abolizione dell'ereditarietà della parìa.
Nel 1833, il sovrano Luigi Filippo d'Orleans offrì ai figli di Drouot la carica di principi. Drouot si sentì in dovere di rifiutare. Cominciò a scrivere le sue memorie, ma il sopraggiungere della completa cecità, interruppe il suo lavoro. Il generale morì a Nancy, il 24 marzo 1847; venne sepolto nel Cimitero di Préville, a Nancy.
Uomo di grande umanità, mise in pratica la sua religiosità anche sul campo di battaglia. Jules Nollet scrisse la sua biografia nel 1850. Padre Henri Lacordaire pronunciò il suo elogio funebre. Nancy gli dedicò una statua; a Parigi una via ed una stazione della Metropolitana ricevettero il suo nome.